# Albatros J.I
El Albatros J.I fue un biplano biplaza de apoyo a tierra utilizado por el Servicio Aéreo del Ejército Imperial Alemán Luftstreitkräfte durante la Primera Guerra Mundial.
Esta aeronave fue fabricada en conjunto por AEG y Albatros, poseía una coraza metálica de 490 kg en los costados y piso de la cabina.

## Usuarios
- Imperio alemán Luftstreitkräfte

- Polonia Fuerza Aérea polaca: los utilizó durante la posguerra, fueron dados de baja en 1921

## Variante
Albatros J.II
versión mejorada del J.I con blindaje protector del motor; cuatro unidades construidas

## Especificaciones

### Características generales
- Tripulación: 2
- Longitud: 8,83 m
- Envergadura: 14,14 m
- Altura: 3,37 m
- Superficie alar: 42,82 m²
- Peso vacío: 1 398 kg
- Peso máximo al despegue: 1 808 kg
- Planta motriz: 1× lineal, seis cilindros refrigerado por agua Benz Bz.IV.
  - Potencia: 170 kW (234 HP; 231 CV)

### Rendimiento
- Velocidad nunca excedida (Vne): 140 km/h (87 MPH; 76 kt)
- Alcance: 2 h 30 min
- Régimen de ascenso: trepada hasta 1 000 m en 11 min 30 seg

### Armamento
- Armas de proyectiles: 
 * 1 x ametralladora 7,92 mm MG 14 "Parabellum" en soporte móvil de la cabina posterior.
 * 2 x ametralladoras 7,92 mm LMG 08/15 en trampilla ventral.